# Alisotrichia tiza
Alisotrichia tiza är en nattsländeart som beskrevs av Harris och Ralph W. Holzenthal 1993. Alisotrichia tiza ingår i släktet Alisotrichia och familjen smånattsländor. Inga underarter finns listade i Catalogue of Life.